# Gerard Rothuizen
Gerard Theodoor Rothuizen (Goes, 23 februari 1926 – Kampen, 29 juli 1988) was een Nederlands theoloog en predikant.
Hij publiceerde zijn boeken veelal met zijn initialen G.Th. Hij studeerde theologie aan de Vrije Universiteit Amsterdam en promoveerde daar ook. Hij werd legerpredikant bij de Koninklijke Marine, de gereformeerde kerk van Uithoorn en studentenpredikant in Leiden. Tijdens zijn tijd als studentenpredikant had hij contact met Maarten 't Hart, die zich na Rothuizens vertrek liet uitschrijven uit de kerk. In 1964 werd hij benoemd aan de Theologische Universiteit Kampen (toen nog Theologische Hogeschool Kampen) als hoogleraar Ethiek, Evangelistiek en Encyclopedie. Hij volgde daar Gerrit Brillenburg Wurth op.
Het denken van de Duitse theoloog en verzetsstrijder Dietrich Bonhoeffer zou altijd een belangrijk onderwerp voor hem blijven, al vanaf de vroege jaren zestig, getuige de aangehaalde passage in de autobiografie van Maarten 't Hart, getuige zijn grote boek over Bonhoeffer uit 1969 én zijn studie over Bonhoeffer en de vrede uit 1985, maar ook blijkens zijn werk voor het zogeheten Bonhoefferwerkgezelschap Nederland. Tevens had hij, in de persoon van zijn leerling en latere opvolger op dezelfde leerstoel, Frits de Lange, een genuanceerde navolger in zijn Bonhoeffer-interpretatie.
Verder hield hij zich veel bezig met Engelse poëzie, met name de oorlogspoëzie uit de Eerste Wereldoorlog. De collectie War poetry die hij aanlegde is ondergebracht bij de bibliotheek van de bovengenoemde Theologische Universiteit, thans de Protestantse Theologische Universiteit.
In 1987 ging hij met emeritaat.
Gerard Rothuizen is op 4 oktober 1950 in Goes getrouwd met Leanne Maria de Roo (geb. Goes, 18 juli 1930). Zij is een zus van Maria Lena de Roo (1923-1993), de eerste vrouw van de beeldhouwer en schrijver Jan Wolkers.

## Werken
Enkele van zijn publicaties zijn:
- Klimatologisch: een verzameling gedichten naar thema, (1961), Kok, Kampen
- Primus usus legis. Studie over het burgerlijk gebruik van de wet (dissertatie), (1962), Kok, Kampen
- Landschap, een drietal bundels met gedachten over de Psalmen, (tussen 1964 en 1968), Kok, Kampen
- Aristocratisch christendom. Over Dietrich Bonhoeffer: Leven-verzet-ecumene-theologie, (1969), Kok, Kampen
- De Speers blijven: politieke meditaties (1974), Kok, Kampen, ISBN 90 242 1581 1
- Ludwig Feuerbach, profeet van het atheïsme. De mens, zijn ethiek en religie (samen met J.T. Bakker en H.J. Heering), (1972), Kok, Kampen, ISBN 90 242 1079 8
- Wat is ethiek? (1973), Kok, Kampen, ISBN 90 242 0757 6
- God als vraag: overdenkingen tussen theologie en poĕzie, (1974), Kok, Kampen, ISBN 90 242 2685 6
- O hou mij vast vanuit de verte...: terugblik op A. Roland Holst, (1977), Kok, Kampen, ISBN 90 242 0746 0
- Engeland is een dorp (1981), Terra, Zutphen, ISBN 90 6255 091 6
- Scherven brengen geluk, het ethos van Prediker, (1982), ISBN 90 259 4221 0
- Een spaak in het wiel. Dietrich Bonhoeffer over de vrede, (1985), Ten Have, Baarn, ISBN 90 259 4268 7
- Over Nietzsche gesproken en een knie, (1985), Uitgeverij Boekencentrum B.V., Den Haag, ISBN 90 239 1314 0
- Uiterste innigheid: ter nagedachtenis van Gerard Rothuizen, (1988), Ten Have, Baarn, ISBN 90 259 4400 0

- Biografisch Portaal: 53022119
- Digitale Bibliotheek voor de Nederlandse Letteren: roth003
- Gemeinsame Normdatei: 140575189
- International Standard Name Identifier: 0000 0001 2283 8566
- Library of Congress Control Number: n82136711
- Nationale Bibliotheek van Israël: 987009828073205171
- Nederlandse Thesaurus van Auteursnamen: 068385773
- Virtual International Authority File: 6145857775923021156
- WorldCat: E39PBJdCt767p8BvwjBm34hWDq